# Pterostyrax corymbosus
Pterostyrax corymbosus là một loài thực vật có hoa trong họ Bồ đề. Loài này được Siebold & Zucc. miêu tả khoa học đầu tiên năm 1835.

## Hình ảnh

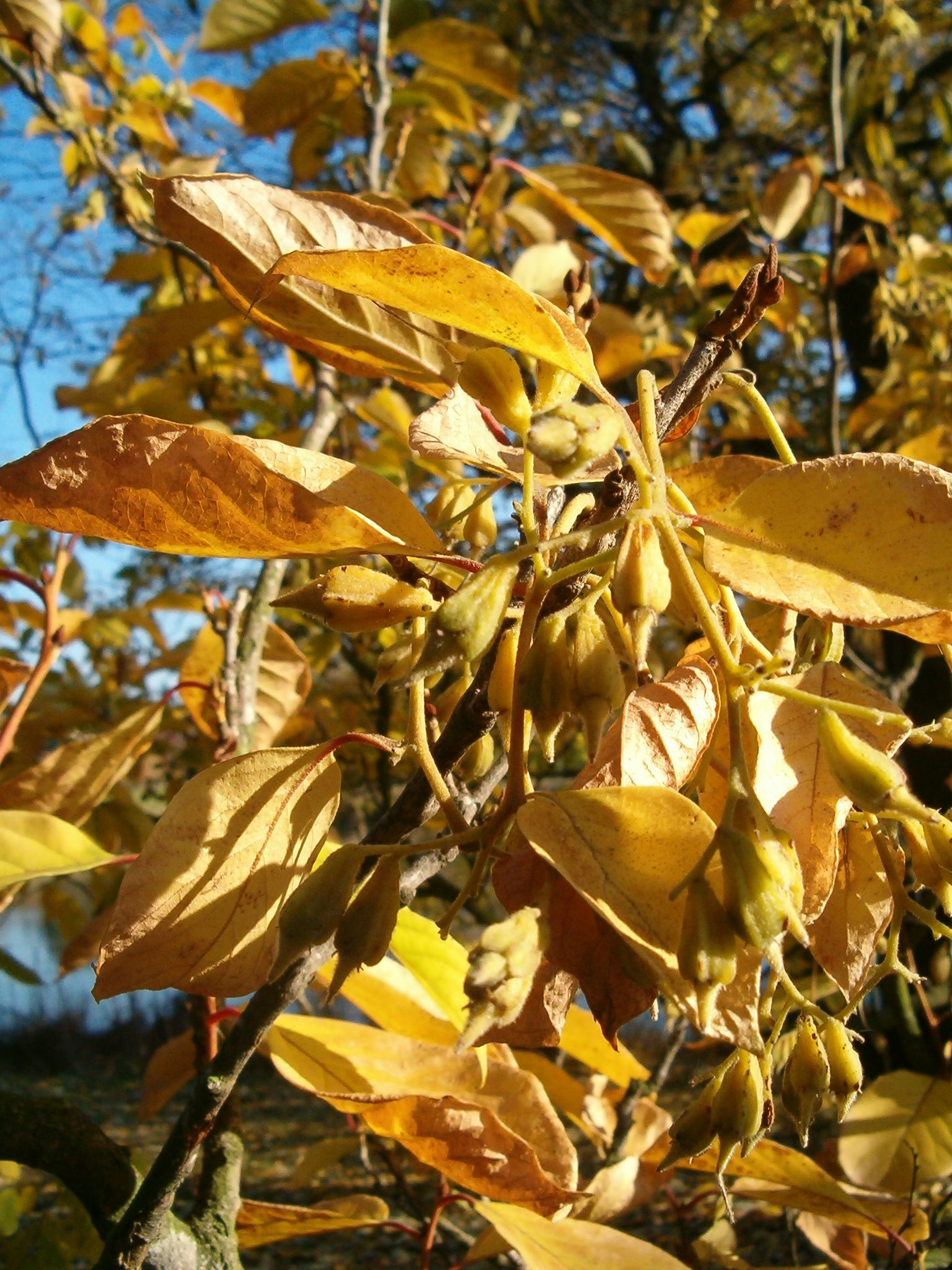
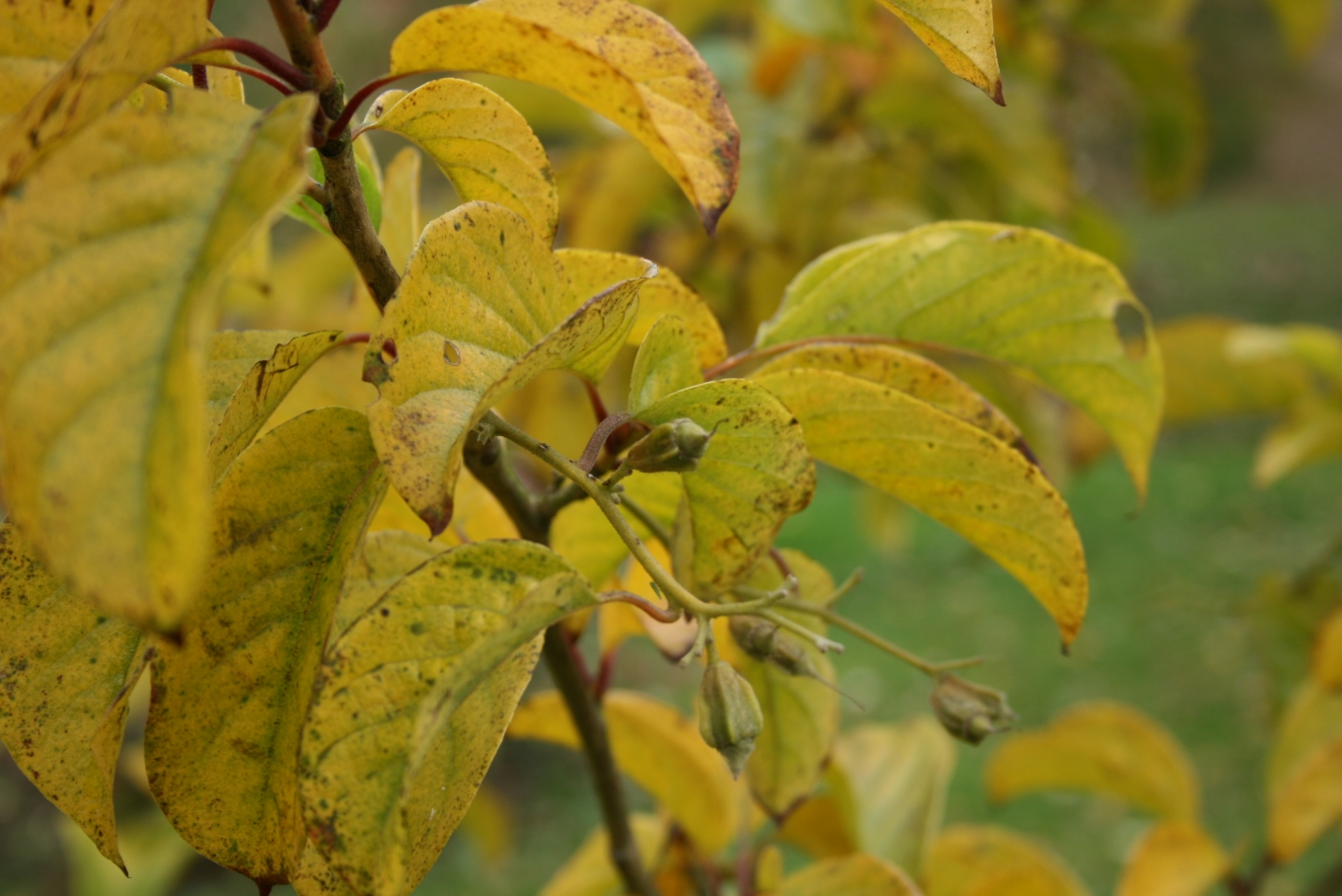
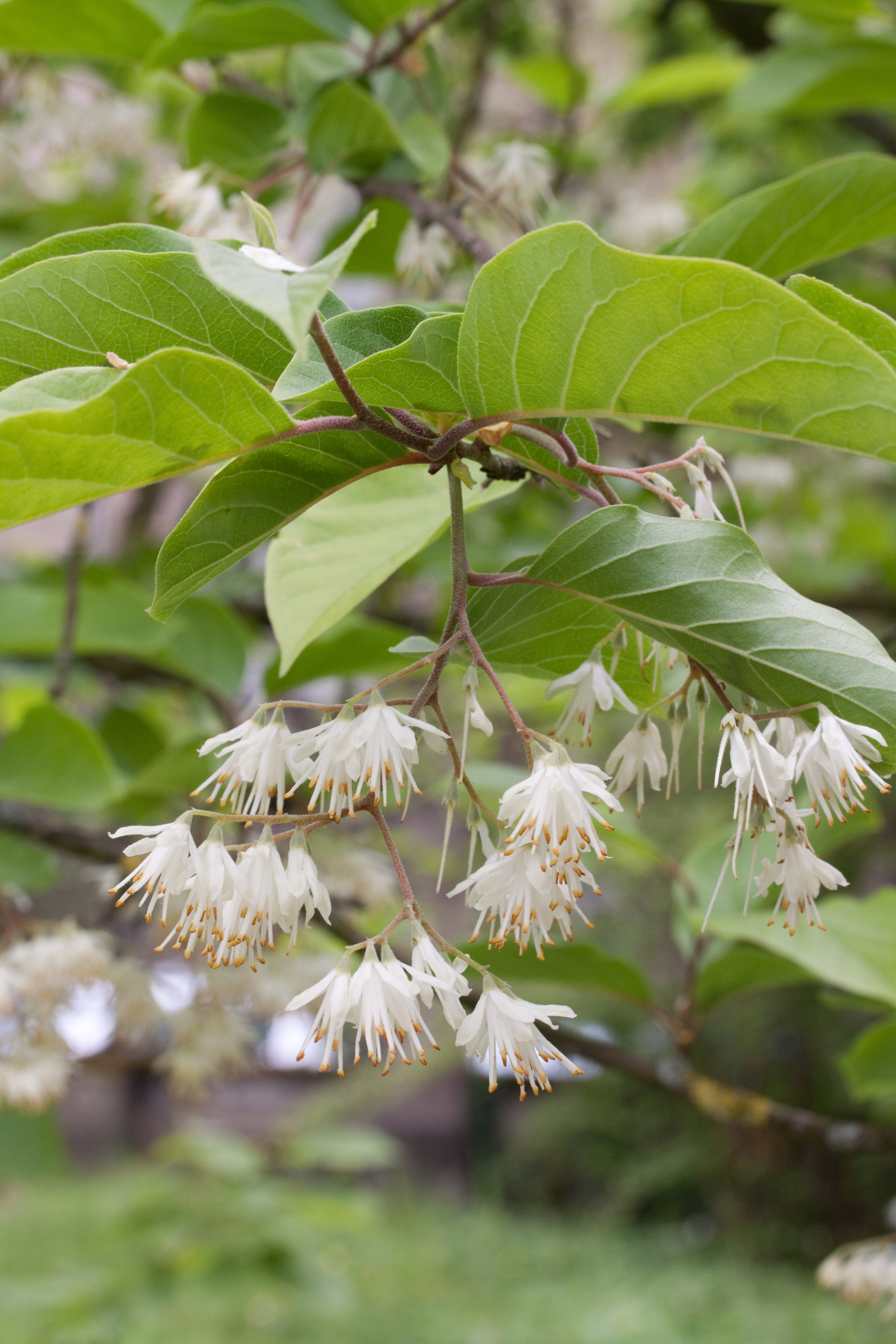
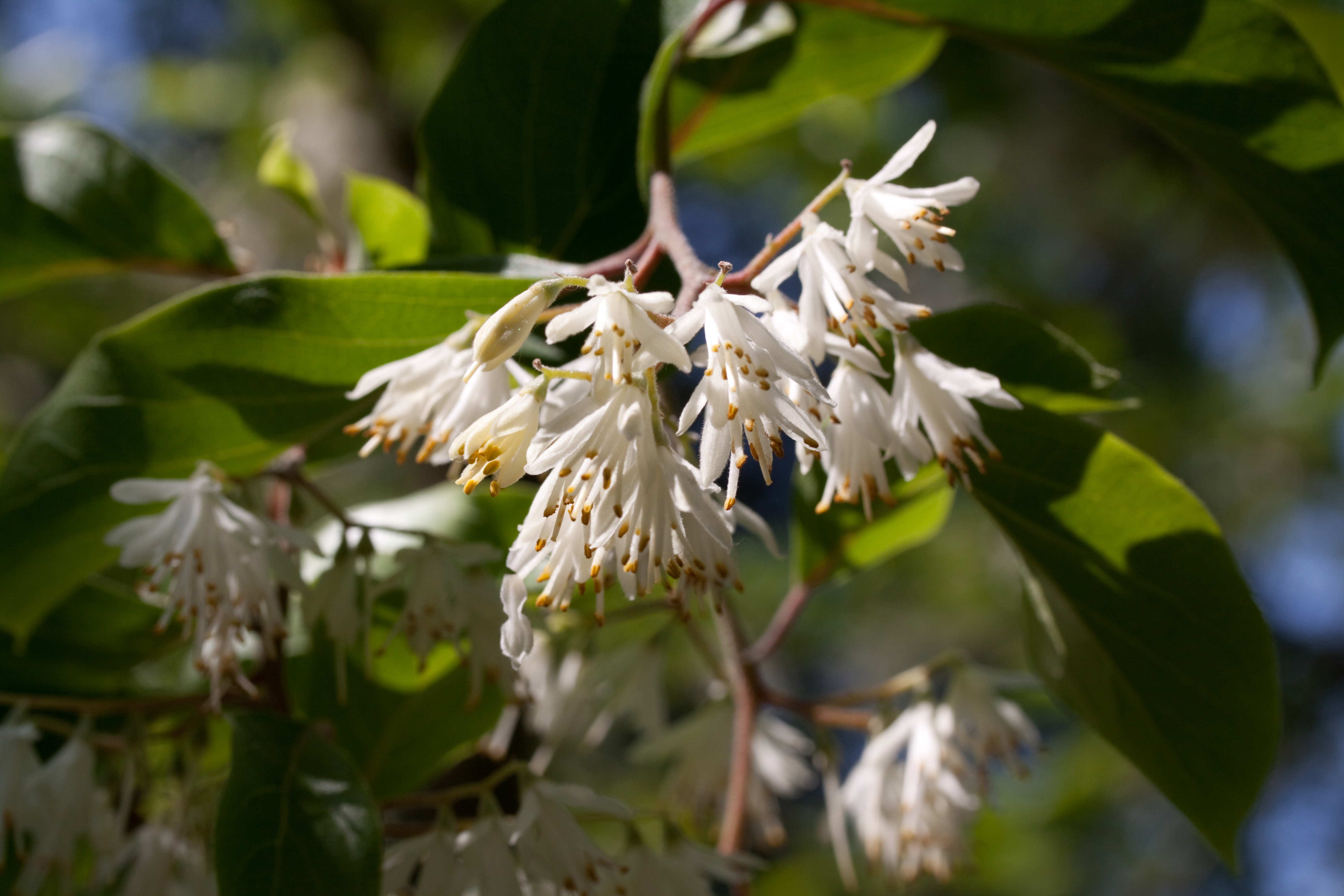